# Xã Kroschel, Quận Kanabec, Minnesota
Xã Kroschel (tiếng Anh: Kroschel Township) là một xã thuộc quận Kanabec, tiểu bang Minnesota, Hoa Kỳ. Năm 2010, dân số của xã này là 216 người.